# 第45屆金馬獎
第45屆金馬獎是2008年台灣與華語電影界的年度盛事之一，表揚2008年度傑出電影與電影工作者。頒獎典禮於2008年12月6日晚上7:00（台灣時間）在台中市中山堂舉行，典禮主持人是嶄新組合鄭裕玲、陳建州，星光大道則由隋棠和黃子佼聯手主持。

## 過程
- 本屆金馬獎的入圍名單於2008年10月30日公佈，報名日期則為8月15日至9月8日。
- 頒獎典禮的承辦單位與上屆相同，由星空傳媒承辦、衛視電影台全程轉播。
- 《投名狀》、《海角七號》、《集結號》分別以12、9、6項提名成為入圍最大贏家，而且也是罕見港、台、中三地對決的場面。
- 年度台灣傑出電影工作者獎項分面，入圍者分別為魏德聖、李龍禹
- 田中千繪已參與過多部電影演出卻入圍「最佳新演員」引發爭議。
- 《海角七號》總共拿下6項獎項，在數目上領先，但主要獎項最佳劇情片與最佳導演獎都輸給《投名狀》。
- 年度台灣傑出電影工作者」獎項有三人入圍，分別為金城武、導演魏德聖與資深燈光師李龍禹，因金城武不具備「台灣電影工作者」身分，遭撤銷提名，不過評審們仍肯定金城武在電影圈的傑出表現。。

## 評選過程
金馬獎評審過程，影片和導演競爭最激烈，「投名狀」和陳可辛花開並蒂，因為影片整體成績突出，導演掌控功不可沒，相輔相成。備受看好的「海角七號」成績不符期望，關鍵原因是和其他影片相比較，瑕疵就出現了。決選會議的討論過程，陳坤厚說，最佳影片第一次投票排名，「海角七號」列第三，但經過討論就出局。原因是評審覺得「海角七號」劇本好，但影片與劇本有落差。
影片最後是「投名狀」和「集結號」之爭，評審覺得最佳影片應該是影片每個部分的完整，影片本身之外，還要有人文關懷，「投名狀」談背叛，戲劇的轉折，刻劃人性，兄弟間爾虞我詐，比「集結號」講一個男人努力在一件事，多了一些，所以勝出，就算不盡完美，也接近完美。最佳導演之爭，入圍評審團召集人說陳可辛、張艾嘉、魏德聖都被討論，評審覺得魏德聖才華沒問題，但欠缺導演控制影片完整性的能力，立刻出局。陳可辛和張艾嘉的競賽，評審提出「橫看」、「直看」兩種方法，「直看」張艾嘉過去多拍文藝片，這次「一個好爸爸」以喜劇處理香港拍得多的黑社會，有創意與新意；陳可辛「如果．愛」更有創意，但「橫看」就片論片，「一個好爸爸」和「投名狀」一比，感覺就輕了，陳可辛對大場面、戲劇的掌控都更強。
最佳女主角的討論，隨後「渺渺」張榕容先被淘汰，雖有評審覺得「親密」林嘉欣安靜、用眼神掌控的演出有獨到之處，為她拉票但沒成功，最後是「一半海水 一半火焰」莫小奇和「我不賣身、 我賣子宮」的兩位「妓女」之爭。男主角。「一半海水 一半火焰」的廖凡，簡單單面、壞人到底，最先出局。「投名狀」李連杰過去打戲居多，這次該有的表演都有了，但與表演路數接近的「集結號」張涵予一比，被判出局。張涵予的對手是「一個好爸爸」的古天樂，評審覺得古天樂原是小生，這次以喜劇方式詮釋黑社會，和傳統方式不一樣。但他的後半段弱了，表演掉下去，和科班出身的張涵予就不能比了。決選評審選出的和最後得獎者唯一有落差是女配角，決選選出的是「一個好爸爸」的苗可秀，但結果是「囧男孩」的梅芳。男配角是「海角七號」馬如龍和「停車」戴立忍之爭，馬如龍得獎沒異議。最佳新人沒給「海角七號」茂伯，陳坤厚說，茂伯從演員該具備的條件上有不足之處，「跳格子」的姜聖民對白不多，用動作、眼神準確抓住角色，以新人來說是難得。

## 入圍暨得獎名單
下列之標記為該獎項之得獎者。

## 多項提名
多項提名電影
- 12項《投名狀》
- 9項《海角七號》
- 6項《集結號》
- 5項《一半海水，一半火焰》
- 4項《囧男孩》與《破事兒》與《停車》與《赤壁》
- 3項《親密》與《一個好爸爸》與《九降風》
- 2項《跳格子》與《保持通話》與《渺渺》與《文雀》
- 1項《沿江而上》與《愛與狗同行》與《遊藝人生女》與《兒子》與《曬棉被的好天氣》與《天黑》與《深海尋人》與《漂浪青春》與《長江七號》與《花吃了那女孩》與《歧路天堂》與《12蓮花》與《功夫灌籃》與《江山美人》與《我不賣身．我賣子宮》與《錢不夠用2》

### 得獎統計
終身成就紀念獎、非競賽獎項不列入統計。
- ：《海角七號》
- ：《投名狀》
- ：《集結號》與《跳格子》與《停車》與《保持通話》
- ：《沿江而上》與《囧男孩》與《深海尋人》與《花吃了那女孩》與《九降風》與《文雀》與《我不賣身．我賣子宮》

## 評審名單
評審團主席：陳坤厚
王柏森、王耿瑜、史明輝、史擷詠、朱全斌、吳米森、沈聖德、郝譽翔、陸小芬、陳俊榮、陳勝昌、陳樂融、曾西霸、曾壯祥、楊順清、張昌彥、張展、張世、衛子雲、鄭健國、大久保賢一、太保、朱永德、萬仁、焦姣、葉月瑜

## 追思逝世影人
本年度金馬獎的追思逝世影人單元，名稱為「影以為傲——給電影人的情書」，由李玟演唱《給電影人的情書》。以下是追思影人的名單（按影片中出現順序列出）：

| - 朱磊——演員。 - 孫道臨——導演。 - 岑範——導演。 - 沈殿霞——演員。 - 李昆——演員、導演。 - 宋存壽——導演。 - 鄭小芬——演員。 | - 唐紹華——編劇。 - 吳影——演員。 - 戴傳李——製片。 - 謝衍——導演。 - 阮勝田——演員。 - 謝晉——導演。 - 龍方——演員。 |

## 收視率
平均收視率為5.55，收視總人口433萬6000人，收視最高點則在林青霞、李安及「台灣人的電影夢」短片期間，收視率6.92（約149萬人次）。次高为吴君如与陈可辛夫妻的对话，收视率6.67，第三高為海角乐团表演的6.55。表演環節，李玟表演“影以为傲”的最高收视為6.24。

## 註解
1. ↑  金馬收視勝去年 青霞李安人氣王，中時電子報，2008/12/09。

## 外部連結
- 第45屆金馬獎名單 （页面存档备份，存于）（繁體中文）
- 國家電影中心圖書館-第四十五屆金馬獎頒獎典禮[永久]
- 時光網-第45届台湾电影金马奖 （页面存档备份，存于）